# Limnophila vera
Limnophila vera är en tvåvingeart som beskrevs av Alexander 1933. Limnophila vera ingår i släktet Limnophila och familjen småharkrankar. Inga underarter finns listade i Catalogue of Life.